# 55e Assemblée générale de l'Île-du-Prince-Édouard
La 55e Assemblée générale de l'Île-du-Prince-Édouard fut en séance du 29 juin 1979 au 31 août 1982. Le Parti conservateur dirigé par Angus MacLean forma le gouvernement. Quand MacLean s'est retiré de la politique en 1979, James Matthew Lee devint le Premier ministre et le chef du parti.
Daniel Compton fut élu président.
Il y eut quatre sessions à la 55e Assemblée générale :
| Session | Début           | Fin           |
| ------- | --------------- | ------------- |
| 1re     | 29 juin 1979    | 1er août 1979 |
| 2e      | 7 février 1980  | 12 avril 1980 |
| 3e      | 19 février 1981 | 24 avril 1981 |
| 4e      | 4 mars 1982     | 7 mai 1982    |

## Membres

### Kings
| Circonscription | Membre de l'assemblée | Membre de l'assemblée              | Parti                | Conseiller | Conseiller       | Parti        |
| --------------- | --------------------- | ---------------------------------- | -------------------- | ---------- | ---------------- | ------------ |
| 1er Kings       |                       | Ross "Johnny" Young                | Libéral              |            | Albert Fogarty   | Conservateur |
| 2e Kings        |                       | Roddy B. Pratt                     | Conservateur         |            | Leo F. Rossiter  | Conservateur |
| 3e Kings        |                       | Bennett Campbell A. A. Joey Fraser | Libéral Conservateur |            | A. E. Bud Ings   | Libéral      |
| 4e Kings        |                       | Pat Binns                          | Conservateur         |            | Gilbert Clements | Libéral      |
| 5e Kings        |                       | Arthur J. MacDonald                | Libéral              |            | Lowell Johnston  | Conservateur |

### Prince
| Circonscription | Membre de l'assemblée | Membre de l'assemblée           | Parti        | Conseiller | Conseiller           | Parti                |
| --------------- | --------------------- | ------------------------------- | ------------ | ---------- | -------------------- | -------------------- |
| 1er Prince      |                       | Russell Perry                   | Libéral      |            | Robert Campbell (en) | Libéral              |
| 2e Prince       |                       | George Henderson Keith Milligan | Libéral      |            | Allison Ellis        | Libéral              |
| 3e Prince       |                       | Léonce Bernard                  | Libéral      |            | Edward Clark         | Libéral              |
| 4e Prince       |                       | William MacDougall              | Conservateur |            | Prowse Chappel       | Conservateur         |
| 5e Prince       |                       | George McMahon                  | Conservateur |            | Peter Pope           | Conservateur Libéral |

### Queens
| Circonscription | Membre de l'assemblée | Membre de l'assemblée | Parti        | Conseiller | Conseiller        | Parti        |
| --------------- | --------------------- | --------------------- | ------------ | ---------- | ----------------- | ------------ |
| 1er Queens      |                       | Marion Reid           | Conservateur |            | Leone Bagnall     | Conservateur |
| 2e Queens       |                       | Gordon Lank           | Conservateur |            | Lloyd MacPhail    | Conservateur |
| 3e Queens       |                       | Horace B. Carver      | Conservateur |            | Fred Driscoll     | Conservateur |
| 4e Queens       |                       | Angus MacLean         | Conservateur |            | Daniel Compton    | Conservateur |
| 5e Queens       |                       | James Matthew Lee     | Conservateur |            | Wilfred MacDonald | Conservateur |
| 6e Queens       |                       | Barry Clark           | Conservateur |            | Jim Larkin        | Conservateur |